# Buskia
Buskia is een mosdiertjesgeslacht uit de familie van de Buskiidae en de orde Ctenostomatida. De wetenschappelijke naam ervan is in 1857 voor het eerst geldig gepubliceerd door Alder.

## Soorten
- Buskia australis Jullien, 1888
- Buskia mogilensis Gostilovskaja, 1984
- Buskia nitens Alder, 1857
- Buskia repens O'Donoghue & O'Donoghue, 1923
- Buskia seriata Soule, 1953
- Buskia socialis Hincks, 1887

Niet geaccepteerde soorten:
- Buskia armata Verrill, 1873 → Aeverrillia armata (Verrill, 1873)
- Buskia pilosa (Harmer, 1915) → Aeverrillia pilosa (Harmer, 1915)
- Buskia setigera Hincks, 1887 → Aeverrillia setigera (Hincks, 1887)